# オーロラになれなかった人のために
『オーロラになれなかった人のために』は、日本のロックバンド・スピッツのミニアルバム。1992年4月25日にポリドールより発売。

## 概要
スピッツとしての音楽の世界を広げるべく企画されたコンセプト・ミニアルバム。前作『名前をつけてやる』収録の「魔女旅に出る」でオーケストレーションを担当した長谷川智樹を共同アレンジャーとして迎えている。
草野マサムネ曰く、「今回はまず初めに長谷川さんのアレンジがあって、そこに僕たちの意見とかアイデアを入れて」「一曲の中でもドラマみたいにしようと考え方もあったから」とのこと。
2002年10月16日に、LAのエンジニア、スティーヴン・マーカソンによりリマスタリングを施して再リリースされる。リットーミュージックの國崎晋によるライナーノーツが封入されている。これにより、オリジナル盤は生産ならびに販売は終了となった。
またディレクターの竹内修によると、ブックレットの裏表紙側を表として封入された商品が存在する。この封入ミスは、文字が縦組みのため歌詞カードが右開きになり、ブックレットをケースに入れる向きが通常と逆であることに起因した。
歌詞は縦書きで明朝体で書かれている。

## 収録曲
| 全作詞・作曲: 草野正宗、全編曲: 長谷川智樹 with スピッツ。 |                |          |            |      |
| #                                                          | タイトル       | 作詞     | 作曲・編曲 | 時間 |
| 1.                                                         | 「魔法」       | 草野正宗 | 草野正宗   | 4:31 |
| 2.                                                         | 「田舎の生活」 | 草野正宗 | 草野正宗   | 3:18 |
| 3.                                                         | 「ナイフ」     | 草野正宗 | 草野正宗   | 6:56 |
| 4.                                                         | 「海ねこ」     | 草野正宗 | 草野正宗   | 4:02 |
| 5.                                                         | 「涙」         | 草野正宗 | 草野正宗   | 4:21 |
| 合計時間:                                                  | 合計時間:      | 23:08    |            |      |

### 楽曲解説
1. 魔法
  - 序曲としてあとで作られた曲。リズムアレンジはスピッツ。
2. 田舎の生活
  - 5拍子で始まり、サビで4拍子に切り替わる構成の曲で、ストリングスとマリンバとアルペジオで編成されている。
  - 『一期一会 Sweets for my SPITZ』でLOST IN TIMEによりカバーされた。
  - 2006年にテレビアニメ『ハチミツとクローバーII』（フジテレビ系）最終回の挿入曲として流れていた。
  - 本曲は具体的に起承転結のある歌詞のストーリーを浮かべ、そのテーマソングを作る形で作られたとのこと[1]。
  - 歌詞に描かれている田舎の風景のモデルは、岐阜県中津川市付知町の付知川流域とされる[6]。
3. ナイフ
  - スピッツの楽曲の中で、オリジナルバージョンとしては演奏時間が最長の曲である（オリジナルバージョンに限らなければ、シングル『流れ星』のカップリングである「エトランゼ (TANAYAMIX)」が最長）。
  - 前曲に引き続き、具体的に起承転結のある歌詞のストーリーを浮かべ、そのテーマソングを作る形で作られたとのこと[1]。
  - 歌詞中の「20号」というフレーズが歌詞カードでは国道標識をあしらった表記となっている。
  - 2010年発売の37枚目のシングル「シロクマ/ビギナー」のカップリングに、SPITZ JAMBOREE TOUR 2010で披露された音源が収録されている。
4. 海ねこ
  - 「魔法」同様、リズムアレンジはスピッツ。イントロや間奏のメロディーは主にホーンである。
5. 涙
  - メンバーの演奏はなく、弦楽四重奏と草野のボーカルで構成されている。
  - 2005年にアニメ『ハチミツとクローバー』の挿入歌として使用された。
  - アマチュア時代の最初期に三輪との共作で同タイトルのパンクナンバーが原曲であるが、曲として大きく異なる。

## アナログ盤（非売品）
非売品ではあるが、10インチのアナログ盤が存在する。Spitz Analog Disc Collectionとして、1997年にアナログ化された1stアルバム『スピッツ』から7thアルバム『インディゴ地平線』までの7枚全てを購入し、それぞれ帯に付いている応募券でアナログ盤収納ボックスが全員にプレゼントされたが、さらに抽選で500名には、このミニアルバムのアナログ盤がプレゼントされた。
歌詞カードの裏には、メンバーがそれぞれ自筆で『◯◯になれなかった人のために』（◯◯にはメンバーそれぞれ別の言葉が入る）というタイトルでミニエッセイが書かれている。
曲順、構成は以下の通り。
| 全編曲: 長谷川智樹 with スピッツ。 |                |       |            |      |
| #                                  | タイトル       | 作詞  | 作曲・編曲 | 時間 |
| 1.                                 | 「魔法」       |       |            | 4:31 |
| 2.                                 | 「田舎の生活」 |       |            | 3:18 |
| 3.                                 | 「ナイフ」     |       |            | 6:56 |
| 合計時間:                          | 合計時間:      | 14:45 |            |      |

| 全編曲: 長谷川智樹 with スピッツ。 |            |      |            |      |
| #                                  | タイトル   | 作詞 | 作曲・編曲 | 時間 |
| 1.                                 | 「海ねこ」 |      |            | 4:02 |
| 2.                                 | 「涙」     |      |            | 4:21 |
| 合計時間:                          | 合計時間:  | 8:23 |            |      |

## 参加ミュージシャン
- 草野マサムネ：Vocal
- 三輪テツヤ：Guitars
- 田村明浩：Bass, Backing Vocal
- 﨑山龍男：Drums, Percussion, Backing Vocal

魔法
- ライオン・メリィ：Acoustic Piano, Hammond Organ
- 新谷祥子：Timpani
- ERIC MIYASHIRO,中澤健次：Trumpet
- 鍵和田道男,渡辺良二：Tromborn
- 高野哲夫,飯笹浩二：French horn
- スピッツ：Rhythm Arrangement

田舎の生活
- 新谷祥子：Marimba, Glockenspiel
- 加藤 JOE STRINGS GROUP：Strings

ナイフ
- ライオン・メリィ：Keyboard, Synthesizer
- 加藤 JOE STRINGS GROUP：Strings
- 山川恵子：Harp

海ねこ
- ライオン・メリィ：Hammond Organ
- ERIC MIYASHIRO,中澤健次：Trumpet
- 鍵和田道男：Tromborn
- 高野正幹,上里稔：Tenor Saxophone
- 吉田治：Baritone Saxophone
- スピッツ：Rhythm Arrangement

涙
- ライオン・メリィ：Cembalo
- 加藤 JOE STRINGS GROUP：Strings
- 山川恵子：Harp